# Медоубрук (Вирџинија)
Медоубрук (енгл. Meadowbrook) насељено је место без административног статуса у америчкој савезној држави Вирџинија.

## Демографија
По попису из 2010. године број становника је 18.312.
| Група             | 2000.    | 2010.         |
| Белци             | 0 (0,0%) | 6.507 (35,5%) |
| Афроамериканци    | 0 (0,0%) | 7.895 (43,1%) |
| Азијати           | 0 (0,0%) | 764 (4,2%)    |
| Хиспаноамериканци | 0 (0,0%) | 2.813 (15,4%) |
| Укупно            | 0        | 18.312        |